# Nototriche condensata
Nototriche condensata là một loài thực vật có hoa trong họ Cẩm quỳ. Loài này được (Baker f.) Hill mô tả khoa học đầu tiên năm 1906.